# Hypospila contortalis
Hypospila contortalis là một loài bướm đêm trong họ Noctuidae.